# Juan Brabo
Juan Antonio Brabo (* 5. Mai 1987 in Saragossa) ist ein spanischer Eishockeyspieler, der seit 2014 erneut beim CH Jaca in der Spanischen Superliga unter Vertrag steht.

## Karriere
Juan Brabo begann seine Karriere als Eishockeyspieler in der Jugend des CH Jaca, für deren erste Mannschaft er in der Saison 2004/05 sein Debüt in der Spanischen Superliga gab. Mit Jaca wurde er in seinem Rookiejahr auf Anhieb Spanischer Meister. Nach dem Pokalsieg in der folgenden Spielzeit wechselte der Verteidiger zu Jacas Ligarivalen CH Txuri Urdin, für den er in den folgenden vier Jahren spielte. Nachdem er zwei Jahre für den CG Puigcerdà auf dem Eis stand, spielt er seit 2014 beim CH Gasteiz, mit dem er 2013 und 2014 erneut spanischer Landesmeister wurde. 2014 kehrte er nach Jaca zurück und holte mit dem Klub 2015 und 2016 weitere Meisterschaften.

### International
Für Spanien nahm Brabo im Juniorenbereich an den U18-Junioren-Weltmeisterschaften der Division II 2004 und 2005 sowie den U20-Junioren-Weltmeisterschaften der Division II 2004, 2005 und 2006 teil.
Im Seniorenbereich stand er im Aufgebot seines Landes bei den Weltmeisterschaften der Division II 2006, 2007, 2008, 2009, 2010, als er zum besten Spieler seiner Mannschaft gewählt wurde, 2012, 2013, 2014, 2016, 2017 und 2018 sowie bei der Weltmeisterschaft der Division I 2011. 2016 verpassten die Spanier den Aufstieg in die Division I nur knapp, als sie nach einer 2:0-Führung nach zwei Dritteln, zu der Brabo das zweite Tor beigesteuert hatte, erst in der Verlängerung eine 2:3-Niederlage gegen den späteren Aufsteiger aus den Niederlanden hinnehmen mussten. Zudem trat er für sein Land bei den Qualifikationsturnieren für die Olympischen Winterspiele 2010 in Vancouver und 2014 in Sotschi an.

## Erfolge und Auszeichnungen
- 2005 Spanischer Meister mit dem CH Jaca
- 2006 Spanischer Pokalsieger mit dem CH Jaca
- 2013 Spanischer Meister mit dem CH Gasteiz
- 2014 Spanischer Meister mit dem CH Gasteiz
- 2015 Spanischer Meister mit dem CH Jaca
- 2016 Spanischer Meister mit dem CH Jaca

### International
- 2010 Aufstieg in die Division I bei der Weltmeisterschaft der Division II, Gruppe A
- 2010 Bester Spieler Spaniens bei der Weltmeisterschaft der Division II, Gruppe A
- 2014 Aufstieg in die Division II, Gruppe A, bei der Weltmeisterschaft der Division II, Gruppe B
- 2018 Aufstieg in die Division II, Gruppe A, bei der Weltmeisterschaft der Division II, Gruppe B